# 森優子 (イラストレーター)
森 優子（もり ゆうこ、1967年 - ）は日本の旅行コラムニスト、エッセイスト、イラストレーター。大阪府出身。

## 来歴・人物
1987年、大阪芸術大学美術学科卒業。ガイドブックの編集ライターをへて独立、1993年からイラストを含めた執筆活動に入る。

## 書籍作品
- 旅ぢから （幻冬舎）
- 旅のそなた! （旅行人）
- 東南アジア ガハハ料理ノート（晶文社）
- 女性のためのトラブル知らずの海外旅行術（晶文社）
- ころばぬ先の海外旅行術（青春出版）
- 旅くらげゆらゆら（講談社デジタルコミック）
- 家事場のバカぢから（メディアファクトリー）
- 買ってよかったモノ語り（晶文社）